# Аберфан
Аберфан (англ. Aberfan) — колишнє вугільне село в долині Тафф, за 4 милі на південь від міста Мертір-Тідфіл, Уельс. 21 жовтня 1966 року стало відомо про катастрофу в Аберфані (Аберфанська катастрофа), коли в будинках і школі обвалилася шахта, в результаті якої загинули 116 дітей і 28 дорослих.